# Madkihonnihalli, Kalghatgi
Madkihonnihalli là một làng thuộc tehsil Kalghatgi, huyện Dharwad, bang Karnataka, Ấn Độ.